# Neoacla longisacculus
Neoacla longisacculus är en insektsart som beskrevs av Andrej Vasiljevitj Gorochov 2009. Neoacla longisacculus ingår i släktet Neoacla och familjen syrsor. Inga underarter finns listade i Catalogue of Life.